# Second Suite (Jacob)
Second Suite is een compositie voor brassband van de Britse componist Gordon Jacob. Het werk is in 1963 gecomponeerd in opdracht van de Schotse federatie van brassbands. De première werd verzorgd door de National Youth Brass Band of Scotland in augustus 1964.